# عبد الرحمن سامبا
عبد الرحمن سامبا هو عداء قطري تخصص 400 متر حواجز،ولد وترعرع في السعودية لكنه أختار تمثيل موريتانيا بلد والده ثم قام بتغيير تمثيله وأختار قطر التي أنتقل إليها في عام 2015. و أصبح من حقه تمثيل قطر في المحافل الدولية في مايو 2016.

## روابط خارجية
- عبد الرحمن سامبا على موقع الاتحاد الدولي لألعاب القوى (الإنجليزية)
- عبد الرحمن سامبا على موقع الدوري الماسي (الإنجليزية)
- عبد الرحمن سامبا على موقع اللجنة الأولمبية الدولية (الإنجليزية)
- عبد الرحمن سامبا على موقع أوليمبيديا (الإنجليزية)